# Ruisseau de Mongon
Le ruisseau de  Mongon ou ruisseau de Rastal est un ruisseau français  du Massif central qui coule dans le département du Cantal. C’est un affluent de la Truyère. Il fait partie du bassin versant de la Garonne par l’intermédiaire de la Truyère puis du Lot.

## Géographie
Le ruisseau de  Mongon prend sa source sur les contreforts ouest du massif de la Margeride, dans la Forêt de Cromasse, à environ 1 100 mètres d’altitude. L'endroit se trouve sur la commune de Vabres (Cantal). Le cours d'eau porte d'abord le nom de « ruisseau de Rastal ». Dans un premier temps, il suit la direction sud ouest jusqu’à la hauteur de Ruynes-en-Margeride puis il prend la direction sud. Il se jette dans la Truyère au niveau d’Anglards-de-Saint-Flour, non loin du viaduc de Garabit. Sa longueur totale est de 10,6 km de longueur.

### Communes traversées
Le ruisseau traverse ou longe les communes suivantes, toutes situées dans le département du Cantal : Vabres, Ruynes-en-Margeride, Saint-Georges (Cantal),  Anglards-de-Saint-Flour.

## Affluent
Le ruisseau de Mongon n'a pas d'affluent répertorié.